# Jaroslav Lhotka
Jaroslav Lhotka (* 18. října 1938) je český nacionalistický politik, aktivista a publicista, po sametové revoluci československý poslanec Sněmovny lidu Federálního shromáždění za formaci Sdružení pro republiku - Republikánská strana Československa (republikáni).

## Biografie
Ve volbách roku 1992 byl za SPR-RSČ zvolen do Sněmovny lidu (volební obvod Východočeský kraj). Ve Federálním shromáždění setrval do zániku Československa v prosinci 1992. V komunálních volbách roku 1994 byl zvolen do zastupitelstva Jičína za SPR-RSČ. Neúspěšně se o obhajobu mandátu pokusil v komunálních volbách roku 1998.
V 2. polovině 90. let se Jaroslav Lhotka zmiňuje mezi přispěvateli časopisu Naše čest, který vydávalo Hnutí národního sjednocení s křesťansko-nacionalistickou orientací. Lhotka je popisován jako obdivovatel předválečných tradic českého fašimu a bývalý člen SPR-RSČ. Počátkem 21. století se coby bývalý představitel SPR-RSČ zmiňuje jako aktivista nacionalistických a konzervativních organizací a strany Národní sjednocení. V parlamentních volbách roku 2006 kandidoval neúspěšně za stranu Právo a Spravedlnost (ovšem jako bezpartijní). Profesně je uváděn jako důchodce. Žije v Jičíně a publikuje v nacionalistickém a antikomunistickém tisku.